# 埃爾比特系統

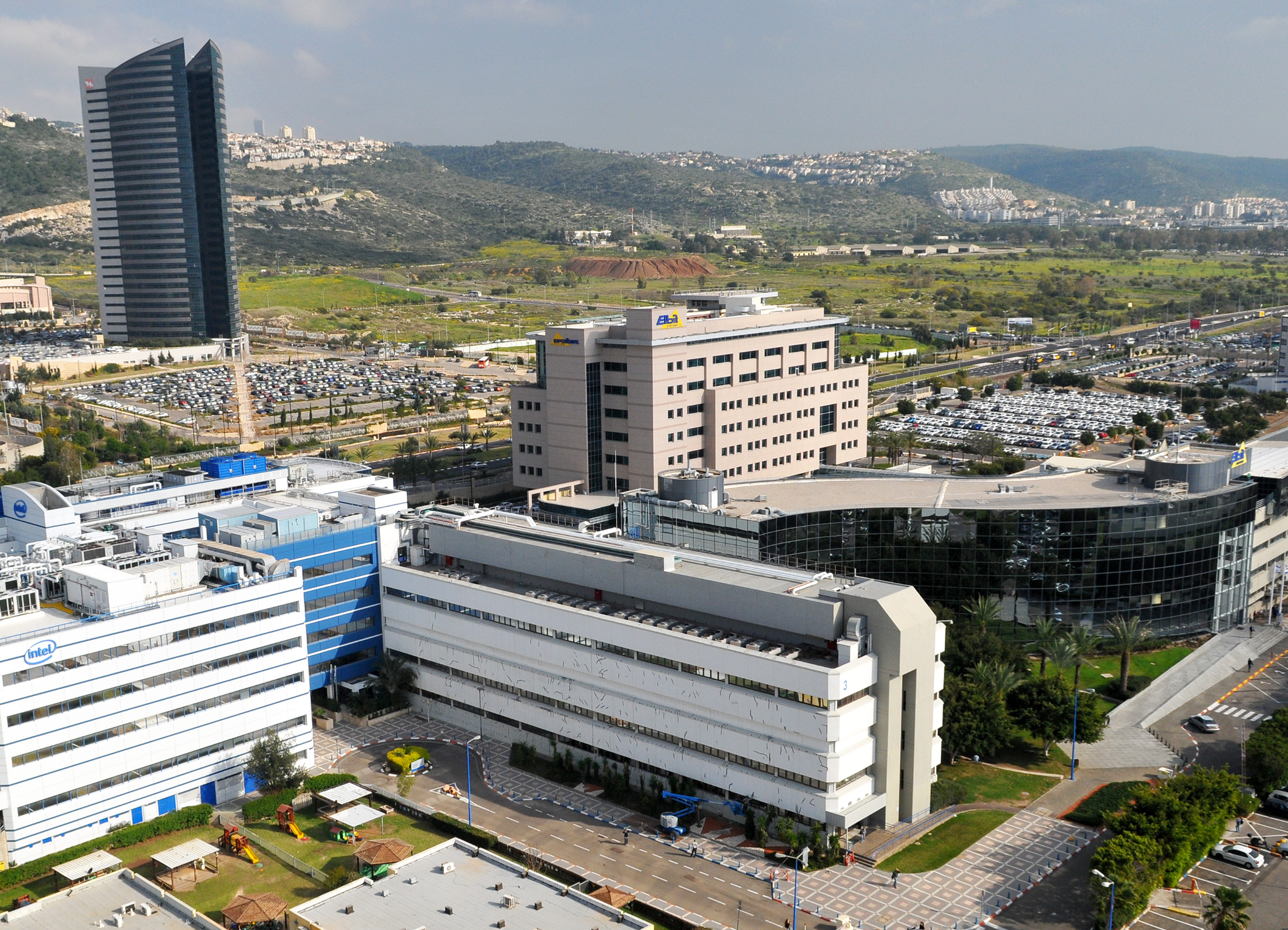
埃爾比特系統總部

埃爾比特系統（Elbit Systems Ltd）是一家總部設在以色列的國際電子防務公司，在世界範圍廣泛展開業務。埃爾比特系統主要經營航空航天、陸海軍系統、情報監視和偵察、無人機系統、先進電光學系統等業務。2016年，埃爾比特系統擁有大約12,500人員工，其中大部分從事工程、研發和其他技術領域的工作。埃爾比特系統在特拉維夫證券交易所和納斯達克上市。

## 外部連結
- Elbit Systems Limited web site （页面存档备份，存于）
- Elbit Systems of America web site （页面存档备份，存于）
- Elbit Systems Pilot Training Center （页面存档备份，存于）